# Obere Wildgruben Spitze
Obere Wildgruben Spitze är ett berg i Österrike.   Det ligger i distriktet Bludenz och förbundslandet Vorarlberg, i den västra delen av landet, 500 km väster om huvudstaden Wien. Toppen på Obere Wildgruben Spitze är 2 623 meter över havet, eller 39 meter över den omgivande terrängen. Bredden vid basen är 0,11 km.
Terrängen runt Obere Wildgruben Spitze är bergig åt sydväst, men åt nordost är den kuperad. Närmaste större samhälle är Mittelberg, 17,7 km norr om Obere Wildgruben Spitze. 
Trakten runt Obere Wildgruben Spitze består i huvudsak av gräsmarker. Runt Obere Wildgruben Spitze är det ganska glesbefolkat, med 47 invånare per kvadratkilometer.